# USS Cogswell (DD-651)
O USS Cogswell foi um contratorpedeiro operado pela Marinha dos Estados Unidos e a centésima décima primeira embarcação da Classe Fletcher. Sua construção começou em fevereiro de 1943 nos estaleiros da Bath Iron Works em Bath, no Maine, e foi lançado ao mar em junho do mesmo ano, sendo comissionado na frota norte-americana em agosto. Era armado com uma bateria principal de cinco canhões de 127 milímetro e dez tubos de torpedo de 533 milímetros, possuía um deslocamento de 2,5 mil toneladas e alcançava uma velocidade máxima de 35 nós.
O Cogswell foi colocado para atuar no Teatro de Operações do Pacífico na Segunda Guerra Mundial assim que entrou em serviço, escoltando diversas forças-tarefas de porta-aviões em várias ações contra as forças do Japão. O navio continuou no Oceano Pacífico até dezembro após o fim da guerra em agosto de 1945, ajudando em operações de ocupação dos territórios japoneses. O Cogswell então voltou para San Diego na Califórnia e em seguida foi para Boston e depois Charleston, onde foi descomissionado e colocado na reserva em 30 de abril de 1946.
O contratorpedeiro foi recomissionado em 7 de janeiro de 1951 e colocado para servir na Frota do Atlântico. O Cogswell viajou para portos do norte europeu entre agosto de 1952 e fevereiro de 1953 em operações da OTAN como parte da Sexta Frota. O navio iniciou uma volta ao mundo em agosto de 1953, passando pelo Canal do Panamá, servindo por um tempo na Península da Coreia e depois no Estreito de Taiwan, por fim indo para o Canal de Suez e retornando para os Estados Unidos em 10 de março de 1954. Foi designado para a Frota do Pacífico em dezembro.
A embarcação alternou operações na costa oeste norte-americana com viagens de patrulha pelo Extremo Oriente junto com a Sétima Frota de 1954 até 1963. O Cogswell também realizou quatro viagens de serviço no Sudeste Asiático durante a Guerra do Vietnã. Ele foi descomissionado em 1º de outubro de 1969 ao final de sua última missão e vendido para a Turquia. Foi renomeado para 	İzmit e comissionado nas Forças Navais Turcas, com quem serviu sem grandes incidentes até ser descomissionado em dezembro de 1980 e desmontado no ano seguinte.